# Einārs Cilinskis
Einārs Cilinskis (ur. 28 sierpnia 1963 w Rydze) – łotewski polityk, działacz na rzecz ochrony środowiska, wieloletni radny Rygi, poseł na Sejm X, XI i XII kadencji. W 2014 przez krótki okres minister ochrony środowiska i rozwoju regionalnego w rządzie Laimdoty Straujumy.

## Życiorys
Urodził się w rodzinie szofera i chemiczki. W latach 1986, 1997 i 1999 kończył studia na Ryskim Uniwersytecie Technicznym (kolejno z dziedziny biochemii, przedsiębiorczości i międzynarodowych stosunków gospodarczych). Po ukończeniu studiów chemicznych w 1986 pracował jako asystent w Łotewskiej Akademii Nauk.
W 1988 zaangażował się w działalność Klubu Ochrony Środowiska i Łotewskiego Frontu Ludowego. Był delegatem na Kongres Obywateli. Od 1989 wykonywał mandat radnego Miejskiej Rady Deputowanych Ludowych w Rydze, następnie zaś do 1997 Rady Miejskiej. Pełnił funkcję przewodniczącego komisji ochrony środowiska, następnie zaś przewodniczącego komisji bezpieczeństwa i porządku. W wyborach w 1990 uzyskał mandat deputowanego do Rady Najwyższej z rekomendacji Łotewskiego Frontu Ludowego (LTF) i Łotewskiego Narodowego Ruchu Niepodległości (LNNK), został sekretarzem komisji ochrony środowiska. W latach 1993–1997 był asystentem posłów LNNK na Sejm V i VI kadencji. Dołączył następnie do powołanego w 1997 ugrupowania Dla Ojczyzny i Wolności/Łotewski Narodowy Ruch Niepodległości.
Od 1997 pełnił funkcję doradcy ministra ochrony środowiska i rozwoju regionalnego, następnie zaś wiceministra tego resortu i dyrektora wydziału integracji europejskiej. Zasiadał po raz kolejny w Radzie Miejskiej Rygi (2005–2009). Był członkiem władz Łotewskiego Funduszu Ochrony Środowiska. W 2004 i 2009 bez powodzenia ubiegał się o miejsce w Parlamencie Europejskim.
W 2009 odszedł z TB/LNNK, a w wyborach w 2010 i 2011 uzyskiwał mandat posła na Sejm z ramienia formacji Zjednoczenie Narodowe „Wszystko dla Łotwy!” – TB/LNNK jako kandydat ugrupowania Wszystko dla Łotwy!. 22 stycznia 2014 został ministrem ochrony środowiska i rozwoju regionalnego w rządzie Laimdoty Straujumy. 14 marca 2014 premier podpisała rozporządzenie o jego dymisji z powodu deklarowanego wzięcia udziału w marszu upamiętniającym Legion Łotewski SS. W wyborach w 2014 uzyskał reelekcję do Sejmu XII kadencji z listy narodowców. W 2020 jako lider listy współtworzonej przez narodowców ponownie wszedł w skład ryskiej rady miejskiej (reelekcja w 2025).

## Odznaczenia
Odznaczony Orderem Trzech Gwiazd III klasy (2000).